# كايل نيومان
كايل نيومان (بالإنجليزية: Kyle Newman)‏ هو كاتب سيناريو ومخرج وممثل أمريكي، ولد في 16 مارس 1976 في الولايات المتحدة.

## أعمال

### أفلام
- (2015) قاتل بالكاد

## وصلات خارجية
- كايل نيومان على موقع IMDb (الإنجليزية)
- كايل نيومان على موقع ألو سيني (الفرنسية)
- كايل نيومان على موقع أول موفي (الإنجليزية)
- كايل نيومان على موقع قاعدة بيانات الأفلام السويدية (السويدية)
- كايل نيومان على موقع قاعدة بيانات الفيلم (الإنجليزية)
- كايل نيومان على موقع كينوبويسك (الروسية)